# Pasteurellales
Ordre
Les Pasteurellales sont un ordre de bactéries à Gram négatif de la classe des Gammaproteobacteria. Son nom provient du genre Pasteurella qui est le genre type de cet ordre.

## Taxonomie
Cet ordre est proposé en 2005 par G.M. Garrity et al. dans la deuxième édition du Bergey's Manual of Systematic Bacteriology. Il est validé la même année par une publication dans l'IJSEM.

## Liste de familles
Selon LPSN (8 novembre 2022) :
- Pasteurellaceae Pohl 1981
- Psittacicellaceae Xin et al. 2019